# Bergentest
Der Bergentest, auf Norwegisch Bergenstest, formell „Test i norsk for voksne innvandrere – høyere nivå“ – auf Deutsch: „Norwegischtest für erwachsene Einwanderer – höheres Niveau“, war ein Sprachtest für Norwegisch. Er wurde im Jahr 2022 eingestellt.

## Allgemeines
Dieser Test ist gegliedert in sieben Stufen (norwegisch: Trinn), sowie in die dazugehörigen Kurse. Je nach gesetzlicher bzw. beruflicher Anforderung oder Anspruch des Einwanderers werden unterschiedliche Stufen gewählt. So wird z. B. für ein Studium in Norwegen das Erreichen von mindestens 450 der insgesamt 700 Punkte vorausgesetzt.
Die Inhalte dieses Tests wurden an der Universität Bergen entwickelt, daher die Kurzbezeichnung „Bergentest“. Er soll das Sprachniveau für bestimmte Berufe in Norwegen erhalten und sichern. Darüber hinaus soll dieser Test die sprachliche und soziokulturelle Integration von Einwanderern fördern.
Zurzeit werden zwei Formen des Bergenstest angeboten, ein – ausführlicher – schriftlicher Test, der als genereller Nachweis für Norwegischkenntnisse anerkannt wird, sowie ein verkürzter mündlicher Test, der speziell als Nachweis für ausländisches medizinisches Personal konzipiert wurde.
Die Inhalte des schriftlichen Tests beziehen sich primär auf das Verständnis der norwegischen Sprache; dies umfasst das Lese- und Hörverständnis norwegischer Texte. Darüber hinaus werden auch gesellschaftspolitische Themen behandelt.
Der Bergentest findet in den meisten größeren Städten Norwegens dreimal pro Jahr statt. Für den schriftlichen ist eine einmalige Gebühr von 1.800 Kronen, für den mündlichen Test sind 850 Kronen zu entrichten.
Zur Vorbereitung auf die Tests existieren neben den staatlichen kostenlosen Kursen weitere privatwirtschaftlich organisierte Kursangebote, die bis zu 10.000 Kronen kosten können.
Informationen zu Kursangeboten und dem Test erhält man im Ausland über die jeweilige norwegische Botschaft, sowie die Konsulate des Landes.

## Neustrukturierung
Seit Oktober 2009 gab es mehrere Revidierungen im Ablauf und der Bewertungsstruktur des Testes. Hauptsächlich wurde das Bewertungssystem geändert: Es gibt dann nur noch die Stufen: „Nicht bestanden“, „Bestanden“ und „Gut bestanden“.

## Kostenlose Kurse
Einwanderer, die weder Bürger der EU/EWR noch eines nordischen Landes sind, haben unter der Bedingung, dass sie sich als Flüchtling im Land aufhalten und eine Arbeits-/Aufenthaltsgenehmigung besitzen, welche das Recht zu dauerhafter Niederlassung gewährt, sowohl das Recht als auch die Pflicht, 300 Stunden Norwegisch/Gesellschaftskundeunterricht zu absolvieren. Diese sind kostenlos.

## Belege
1. ↑  Archivierte Kopie (Memento vom 11. August 2011 im Internet Archive)
2. ↑  Archivierte Kopie (Memento vom 13. August 2011 im Internet Archive)
3. ↑  Archivierte Kopie (Memento vom 19. August 2011 im Internet Archive)
4. ↑  Archivierte Kopie (Memento vom 27. Juli 2011 im Internet Archive)
5. ↑  http://www.lovdata.no/all/hl-20030704-080.html#1
6. ↑  http://www.lovdata.no/all/hl-20030704-080.html#map004